# Glyphodes eurygania
Glyphodes eurygania là một loài bướm đêm trong họ Crambidae.